# Новомихайловський (Лямбірський район)
Новомиха́йловський (рос. Новомихайловский, ерз. Новомихайловский) — селище у складі Лямбірського району Мордовії, Росія. Входить до складу Саловського сільського поселення.
Стара назва — Ново-Михайловський.

## Населення
Населення — 74 особи (2010; 64 у 2002).
Національний склад (станом на 2002 рік):
- росіяни — 97 %